# جائزة إنديانابوليس
جائزة إنديانابوليس هي جائزة تمنح كل سنة أخرى للفرد الذي بذل جهوداً كبيرة في المحافظة على نوع من الحيوانات من الانقراض.

## الجائزة
كل سنتين، غير مقيد تمنح الجائزة التي تبلغ قيمتها 100,000 دولار للفائز بالجائزة وقد أنشأت الجائزة من قبل حديقة حيوان إنديانابوليس لتشجيع الحفاظ على الحيوانات جائزة إنديانابوليس جزء من مبادرة واسعة النطاق التي تضطلع بها حديقة حيوان إنديانابوليس. وتعهدت مؤسسة ايلي ليللي أند كامبني بالتمويل وتم البدء في الجائزة منذ عام 2006 وبالإضافة إلى هذه الجائزة تعطي 100,000 دولار للفائز ويحصل أيضا على ميدالية مؤسسه يللي.
وعلي أحد وجهي ميدالية يللي راعٍ في أحضان الطبيعة والشمس المشرقة. وعلى الوجه الأخر اقتباس لجون موير "عندما نحاول أن نلتقط أي شيء في حد ذاته نجد أنه مربوط إلى كل شيء آخر في الكون".

## حفل جوائز إنديانابوليس
يُحتفى بالفائزين والمرشحين النهائيين في حفل جوائز إنديانابوليس الذي يُقام في وسط مدينة إنديانابوليس. يهدف هذا الحفل إلى إلهام الحضور للاهتمام أكثر بحماية الحيوان، ووضع هؤلاء الأبطال المخلصين في المكانة التي تُخصص عادةً لنجوم الرياضة والترفيه.

## الفائزون
- 2006:جورج لأرشيبالد
- 2008:جورج شالر

## وصلات خارجية
- الموقع الرسمي